# Омар Валенсія
Омар Валенсія (ісп. Omar Valencia; нар. 8 червня 2004, Панама) — панамський футболіст, захисник клубу МЛС «Нью-Йорк Ред Буллз», у якому грає в оренді з панамського клубу «Пласа Амадор», та національної збірної Панами.

## Клубна кар'єра
Омар Валенсія народився 2004 року в місті Панама, та є вихованцем футбольної школи клубу «Пласа Амадор». У 2022 році футболіста перевели до основної команди панамського клубу, і в цьому ж році Валенсію віддали в оренду до другої команди клубу «Нью-Йорк Ред Буллз». У 2024 році панамський футболіст дебютував за головну команду «Нью-Йорк Ред Буллз» у МЛС.

## Виступи за збірні
У 2022 році Омар Валенсія дебютував у складі молодіжної збірної Панами. На молодіжному рівні зіграв у 5 офіційних матчах.
У 2023 році Валенсія дебютував у складі національної збірної Панами. У складі збірної футболіст був учасником розіграшу Золотого кубка КОНКАКАФ 2023 року у США і Канаді, де разом з командою здобув «срібло», та розіграшу Кубка Америки 2024 року у США. Станом на листопад 2024 року зіграв у складі національної збірної 3 матчі, в яких забитими голами не відзначився.